# Serpent (art martial)

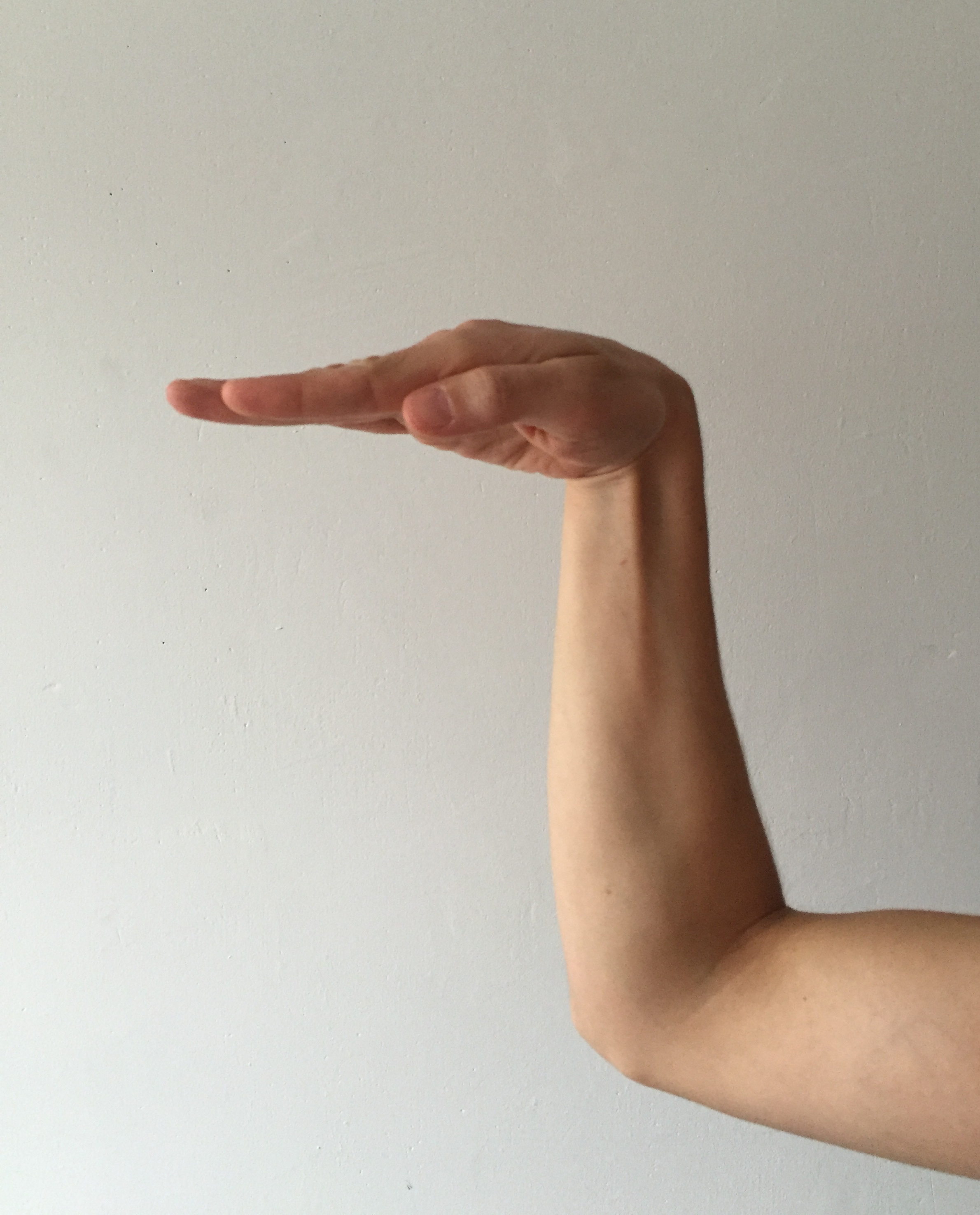
La position des doigts du pratiquant du style du serpent.

Le serpent (chinois: 蛇拳 = She quan ; pinyin: shéquán) est une figure de l'art martial qui imite le serpent, caractérisé par la fluidité et la rapidité,[réf. incomplète].

## Styles
Les mains imitent la tête du serpent dressée et prête à mordre ; les bouts des doigts frappent directement les points vitaux,.

Le style se base sur la défense suivie d'attaque rapide sur les points vitaux. Les poings sont formés de façon que la rate frappe dans l'extension du poing. La forme se subdivise en plusieurs styles distincts au nord et au sud, avec les particularités géographiques chinoises : Au Nord la forme est plus aérienne et acrobatique, qu'au Sud. Ses gestes (en chinois tao) sont ondulatoires. Des pratiques sont internes.

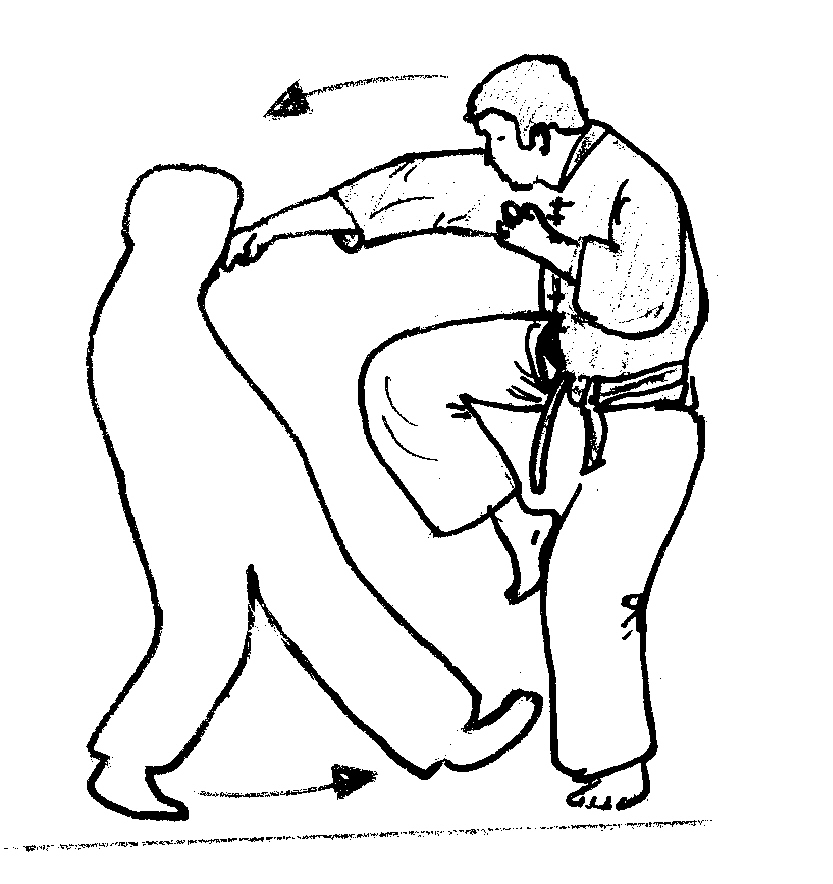
Coup de poing de type cobra, du Bando

## Dans la culture populaire
Le She quan est le style de combat utilisé par l'assassin britannique Christie dans la série des Dead or Alive.